# ЭТО Парк
ЭТО Парк (венг. ETO Park) — многофункциональный стадион, расположенный в Дьёре (Венгрия). Вместимость стадиона составляет 15 600 зрителей. Он служит домашней ареной для футбольного клуба «Дьёри ЭТО».
Спорткомплекс также включает в себя три травяных тренировочных поля и одно синтетическое поле, а также два крытых поля.

## История
Стадион ЭТО Парк был возведён на месте старого клубного стадиона, Раба ЭТО. Снос прежней арены начался летом 2005 года, в октябре 2007 года была закончена восточная трибуна нового стадиона. 7 апреля 2007 года на ЭТО Парке был проведён первый официальный матч: «Дьёри ЭТО» проиграл 0:2 будапештскому «Вашашу» в рамках чемпионата Венгрии. 26 февраля 2011 года было объявлено о том, что секторы стадиона будут названы в честь 40 легендарных бывших игроков «Дьёри ЭТО». 17 октября 2012 года был открыт отель ЭТО Парк. На церемонии открытия присутствовали мэр Дьёра Жольт Боркай и депутат Национального собрания Венгрии Петер Сийярто.
8 июля 2013 года стало известно о том, что 11 августа того же года «Дьёри ЭТО» примет на своём стадионе мюнхенскую «Баварию» в рамках празднования 20-летия Audi Hungaria Motor Kft, дочерней компании немецкого автогиганта Audi. «Бавария» в итоге разгромила венгерскую команду со счётом 4:1.

## Международные матчи
| № | Дата            | Хозяева | Результат | Гости     | Соревнование      |
| - | --------------- | ------- | --------- | --------- | ----------------- |
| 1 | 3 марта 2010    | Венгрия | 1:1       | Россия    | товарищеский матч |
| 2 | 29 февраля 2012 | Венгрия | 1:1       | Болгария  | товарищеский матч |
| 3 | 6 июня 2013     | Венгрия | 1:0       | Кувейт    | товарищеский матч |
| 4 | 5 марта 2014    | Венгрия | 1:2       | Финляндия | товарищеский матч |